# Kurilsk
Kurilsk (ryska Кури́льск) är en stad på ön Iturup i Kurilerna i Sachalin oblast i Ryssland. Folkmängden uppgår till cirka 1 700 invånare.

## Historia
Platsen har varit bosatt av ainufolket sedan 2000 f. Kr. Bosättning hade namnet Shana och under ryskt styre Syana (ryska Сяна). Området koloniserades av ryssar och japaner på 1800-talet. Spänningar mellan kolonisterna ledde till ett fördrag som placerade södra Kurilerna under japanskt styre 1855.
Efter andra världskriget blev hela Sachalin ryskt. Orten fick stadsrättigheter 1947 och samtidigt sitt nuvarande namn.